# Приморское (озеро, Находка)
Приморское (Рица) — искусственное озеро, расположенное на территории Находкинского городского округа Приморского края. Через протоку впадает в бухту Прозрачную залива Петра Великого.
Название будущему озеру — «Находкинская Рица» в пади Юзагол (от китайского «ю» — правый, суффикса «цзы» и «гоу» — река, падь. Юцзыгоу — «Правая падь/речка»), по которой протекала безымянная речка, дали первый секретарь находкинского горкома Н. Т. Хромовских и руководитель ПСРЗ С. Н. Гейц в июне 1966 года. На северном берегу озера предполагалось устроить всесоюзную туристическую базу, на южном берегу — пионерский лагерь, дом отдыха, лодочную станцию и пляж (как зону отдыха Приморского завода). Через полгода место показали министру рыбной промышленности А. А. Ишкову. В марте 1967 года здесь начали работать бульдозеры, экскаваторы и тяжёлые МАЗы. Для сооружения искусственного водоёма речку необходимо было перекрыть дамбой. Проект гидротехнических расчётов разрабатывался в филиале института «Приморгражданпроект» под руководством В. К. Сусалева. К июню в устье речки была выстроена земляная дамба длиной 400 метров и шириной 40 метров. Для того, чтобы до весны следующего года озеро наполнилось водой, 4 июня 1967 года в 11 часов 21 минуту узкое устье речки было перекрыто: она перестала впадать в море. Гейц выпустил в озеро мальков карасей. В том же году здесь был снят кинофильм.
В конце 1990-х годов озеро уже зарастало тиной, было завалено мусором, шлюзы дамбы были уничтожены.

## Использование
Озеро используется горожанами для рыбалки, зимнего катания на льду. В 2004 году рассматривалась возможность развития гребли. Вблизи озера расположен водозабор «Приморский». До озера ходит городской автобусный маршрут № 17. В ноябре 2010 года в районе Рицы были замечены следы тигра.
Летом в озере наблюдается цветение воды, вода озера мутная, дно захламлено мусором. В марте 2006 года на берегу водоёма были найдены 8 мёртвых уток, на телах которых имелись следы нефтепродуктов. По состоянию на 2008 год озеро оставалось популярным местом стихийной помывки транспортных средств. Канализационные стоки противотубуркулёзного диспансера переключены на очистные сооружения.